# Alexander Rehák
Alexander Rehák (1. února 1918 Salonta – 18. září 2018 Bratislava) byl slovenský  dermatovenerolog, vysokoškolský učitel, za druhé světové války náčelník zdravotnické zprávy 2. československé paradesantní brigády v SSSR.

## Život
Základní školu a reálné gymnázium vystudoval ve Skalici. Vystudoval Lékařskou fakultu Univerzity Komenského v Bratislavě, promoval dne 31. ledna 1942. Krátce zastupoval praktické lékaře ve Skalici a v Piešťanech. Dne 1. října 1942  byl povolán do Vojenské nemocnice v Bratislavě, absolvoval školu pro důstojníky zdravotnictví. V březnu 1943 byl odvelen k 2. pěšímu pluku do Trenčína, u kterého od 1. dubna 1943 dělal plukovního šéflékaře. Koncem  téhož měsícem byl tento pluk odeslán na východní frontu, kde dne 20. října 1943  Alexander Rehák padl do zajetí. Po pobytu v zajateckém táboře v Usmani se přihlásil do československé jednotky v SSSR. Dne 9. ledna 1944 byl zařazen do stavu 2. československé paradesantní brigády v SSSR, u které byl pověřen funkcí náčelníka zdravotní správy této brigády. Zúčastnil se bojů o karpatsko-dukelský průsmyk a dalších bojů v rámci osvobozování Československa.
V červnu 1946 byl přeřazen do zálohy. Poté dělal odborného asistenta na klinice pro nemoci kožní a pohlavní Lékařské fakulty Univerzity Komenského v Bratislavě. Od roku 1962 až do svého odchodu do důchodu pracoval na dětském kožním oddělení Fakultní nemocnice v Bratislavě.  Čtyři roky působil na lékařské fakultě v Mosulu a poté sedm let působil v Kuvajtu.

## Vyznamenání
- Řád Slovenského národního povstání II. tř. (1945)
- Řád Rudého praporu